# Rainer Schüttler
Rainer Schüttler, född 25 april 1976 i Korbach, dåvarande Västtyskland, är en tysk högerhänt före detta professionell tennisspelare.

## Tenniskarriären
Rainer Schüttler blev professionell spelare på ATP-touren 1995 och har till juli 2008 vunnit 4 singel- och 4 dubbeltitlar. Hans främsta merit som singelspelare är finalplatsen i Grand Slam-turneringen Australiska öppna 2003. Som bäst rankades Schüttler som nummer 5 i singel (april 2004) och som nummer 40 i dubbel (juli 2005). 
Schüttler har vunnit sina singeltitlar på hard-courtunderlag eller på matta inomhus. I Doha 1999 (hard-court) finalbesegrade han Tim Henman med 6–4 5–7 6–1. Sin andra tourtitel i singel vann han 2001 i Shanghai (hard-court), då han finalbesegrade Michel Kratochvil med 6–3 6–4. Säsongen 2003 vann han två titlar, Tokyo (hard-court), finalseger över Sebastien Grosjean (7–6 6–2) och Lyon (finalbesegrade Arnaud Clement inomhus på matta, 7–5 6–3). Efter den säsongen nådde han sin högsta singelranking (nummer 5).

Schüttler deltog i det tyska Davis Cup-laget 1999-2000 och 2001-06. Han har totalt spelat 17 matcher och vunnit 9 av dem. Han har i DC-sammanhang besegrat spelare som bland andra Wayne Ferreira, Arnaud Clement och Lleyton Hewitt.  

## Spelaren och personen
Rainer Schüttler började spela tennis som nioåring. Samma år såg han sin landsman Boris Becker vinna singeltiteln i Wimbledonmästerskapen, vilket fortfarande är hans främsta tennisminne. 
Schüttler anser sina servereturer och backhand vara främsta vapnen. Hans favoritunderlag är hard-court.
Han var president i ATP:s spelarråd 2006. 

## Finaler iGrand Slam-turneringar, singel (1)

### Finalförluster (1)
| År   | Mästerskap        | Finalmotståndare | Setsiffror    |
| 2003 | Australiska öppna | Andre Agassi     | 6–2, 6–2, 6–1 |

## ATP-titlar
- Singel
  - 1999 - Doha
  - 2001 - Shanghai
  - 2003 - Tokyo, Lyon
- Dubbel
  - 2001 - Stuttgart
  - 2005 - Chennai
  - 2008 - München, Houston